# Janusz Wrona
Janusz Wrona (ur. 11 maja 1953) – polski historyk, profesor nauk humanistycznych, nauczyciel akademicki.

## Życiorys
Ukończył I Liceum Ogólnokształcące im. Stanisława Staszica w Lublinie, następnie studia historyczne na Wydziale Humanistycznym Uniwersytetu Marii Curie-Skłodowskiej. W 1985 na tej samej uczelni uzyskał stopień doktora nauk humanistycznych. W 1996 na podstawie rozprawy zatytułowanej System partyjny w Polsce 1944–1950. Miejsce – funkcje – relacje partii politycznych w warunkach budowy i utrwalania systemu totalitarnego został doktorem habilitowanym nauk humanistycznych w zakresie historii. W 2014 otrzymał tytuł profesora nauk humanistycznych.
Od 1977 pozostaje pracownikiem naukowym UMCS, od 2002 na stanowisku profesora nadzwyczajnego. Związany z Zakładem Historii Najnowszej, a od 2004 z Zakładem Historii Społecznej XX wieku w Instytucie Historii. W pracy naukowej zajmuje się głównie historią najnowszą Polski.
W latach 1973–1990 należał do Stronnictwa Demokratycznego. W okresie 1980–1981 działał również w NSZZ „Solidarność”. Na przełomie lat 80. i 90. był współpracownikiem Zakładu Badań nad Ruchem Demokratycznym przy Centralnym Komitecie SD. Zajmował się wówczas badaniem czarnych i białych plam w historii Stronnictwa Demokratycznego, w tym infiltracji ugrupowania przez komunistów. W późniejszym okresie stał na czele komisji zorganizowanej przez Józefa Życińskiego zajmującej się badaniem represji i inwigilacji duchowieństwa i środowiska naukowego KUL przez funkcjonariuszy SB. Był także członkiem rady programowej periodyku „Pamięć i Sprawiedliwość”.

## Wybrane publikacje
- Kampania wyborcza i wybory do Sejmu Ustawodawczego 19 stycznia 1947 (oprac.), Wydawnictwo Sejmowe, Warszawa 1999.
- Stronnictwo Demokratyczne w województwie lubelskim w latach 1944–1975, Epoka, Warszawa 1981.
- System partyjny w Polsce 1944–1950. Miejsce – funkcje – relacje partii politycznych w warunkach budowy i utrwalania systemu totalitarnego, Wydawnictwo UMCS, Lublin 1995.
- Zależni czy suwerenni? Stronnictwo Demokratyczne w województwie lubelskim 1944–1975, Wydawnictwo UMCS, Lublin 1998.
- Status osoby wierzącej w okresie PRL, [w:] Marek Grygiel, Marek Słomka (red.), Historia świadectwem pisana. Metropolitarne Seminarium Duchowne w Lublinie we wspomnieniach wychowanków, Gaudium, Lublin 2014, ISBN 978-83-7548-224-9.
- 70 lat Uniwersytetu Marii Curie-Skłodowskiej w Lublinie. Studia z dziejów uczelni (współautor ze Zbigniewem Zaporowskim), Wydawnictwo UMCS, Lublin 2015.